# St. Elsewhere (album)
A St. Elsewhere a Gnarls Barkley nevű együttes első albuma, mely 2006-ban jelent meg.

## Dallista
1. "Go-Go Gadget Gospel" (Brian Burton, Thomas Callaway, Nicolas Flagello) – 2:19
2. "Crazy" (Burton, Callaway, Gianfranco Reverberi, Gianpiero Reverberi) – 2:58
3. "St. Elsewhere" (Burton, Callaway, Barry Clarke, David Costa, Celia Humphris, Stephen Brown) – 2:30
4. "Gone Daddy Gone" (Gordon Gano, Willie Dixon) – 2:28
5. "Smiley Faces" (Burton, Callaway) – 3:05
6. "The Boogie Monster" (Burton, Callaway, Armando Trovaioli, Angelo Francesco Lavagnino) – 2:50
7. "Feng Shui" (Burton, Callaway, Nino Nardini) – 1:26
8. "Just a Thought" (Burton, Callaway, Kevin Peek) – 3:42
9. "Transformer" (Burton, Callaway, Marlene Moore) – 2:17
10. "Who Cares?" (Burton, Callaway, Keith Mansfield) – 2:28
11. "Online" (Burton, Callaway) – 1:49
12. "Necromancer" (Burton, Callaway) – 2:58
13. "Storm Coming" (Burton, Callaway) – 3:08
14. "The Last Time" (Burton, Callaway, Ian Langley) – 3:25